# فاكلاف مشيك (دراج)
فاكلاف مشيك (بالتشيكية: Václav Machek)‏ ( 27 ديسمبر 1925 تشيكوسلوفاكيا - 1 نوفمبر 2017 ) دراج تشيكي سابق. سبق أن شارك في دورة الألعاب الأولمبية الصيفية وفاز بميدالية أولمبية.

## الميداليات
| الميدالية | المسابقة                       |
| --------- | ------------------------------ |
| فضية      | الألعاب الأولمبية الصيفية 1956 |

## روابط خارجية
- فاكلاف مشيك على موقع أرشيف الدراجات (الإنجليزية)
- فاكلاف مشيك على موقع اللجنة الأولمبية الدولية (الإنجليزية)
- فاكلاف مشيك على موقع أوليمبيديا (الإنجليزية)
- فاكلاف مشيك على موقع اللجنة الأولمبية التشيكية (التشيكية)